# Lucjan Znicz
Lucjan Sawicki pseud. „Znicz” (ur. 10 kwietnia 1923 w Wilnie, zm. 25 lipca 2004 w Bydgoszczy) – polski dziennikarz i pisarz, ufolog i popularyzator wiedzy o zjawiskach z pogranicza nauki i fantazji.

## Życiorys
W roku 1976 w ówczesnym tygodniku Fakty zapoczątkował publikowanie długiego cyklu artykułów pt. Goście z kosmosu? Zbiegło się to w czasie z obserwacjami UFO nad obszarem zachodniej Polski wiosną 1978 roku. W cyklu tym zaprezentował wyniki obserwacji oraz oceny zjawisk związanych z UFO na całym świecie. Druk cyklu zakończono w 1990 roku. Artykuły z tego cyklu opublikował również w postaci kilku tomów książek.
Autor książek zajmujących się również pochodzeniem człowieka oraz antropologią. Popularyzator paleoastronautyki i kryptozoologii. Teoretyk ekspansji cywilizacji ziemskiej w kosmosie.

## Publikacje książkowe
- Goście z kosmosu, KAW, 6 publikacji: ISBN 83-03-00011-X
  - Cz. I: Paleoastronautyka, (wyd.1: 1980r.)
  - Cz. II: Katastrofa tunguska; Trójkąt bermudzki; Obce ślady, (wyd.1.: 1982r.)
  - Cz. III: Nieznane obiekty latające - Tom 1 - Pojawienie się i zasięg czasowo-przestrzenny zjawiska, (wyd.1: 1983r.)
  - Cz. III: Nieznane obiekty latające - Tom 2 - NOL jako fenomen psychospołeczny, (wyd.1: 1985r.)
  - Cz. III: Nieznane obiekty latające - Tom 3 - Opis zjawiska: Obserwacje dalekie, (wyd.1: 1988r.)
  - Cz. III: Nieznane obiekty latające - Tom 4 - Opis zjawiska: Bliskie spotkania, (wyd.1: 1991r.)
- Fenomen zwany życiem, Miniatura, 3 tomy
  - Tom 1: Pochodzenie życia na Ziemi, 1993, ISBN 83-7081-113-2
  - Tom 2: Podbój globu ziemskiego 1, 1994
  - Tom 3: Podbój globu ziemskiego 2, 1995, ISBN 83-7081-095-0
- Osobliwości życia ziemskiego, Amber, Warszawa 1996, ISBN 83-7169-154-8
- UFO próba oceny, Amber, Gdańsk 1996, ISBN 83-7082-445-5
- Życie nieziemskie, Amber, Warszawa 1997
- Między małpą a cyborgiem, Amber, Warszawa 2000, ISBN 83-7245-382-9
- Cywilizacje nieludzkie, Amber, Warszawa 2002, ISBN 83-241-0183-7
- Granice ekspansji, Amber, Warszawa 2002, ISBN 83-241-1476-9